# Heike Lätzsch
Heike Lätzsch, później Wedekind (ur. 19 grudnia 1973 w Brunszwiku) – niemiecka hokeistka na trawie, dwukrotna medalistka olimpijska.
Występowała w napadzie. W reprezentacji Niemiec debiutowała w 1990, w wieku zaledwie szesnastu lat. Brała udział w czterech igrzyskach (IO 92, IO 96, IO 00, IO 04), na dwóch zdobywała medale: srebro w 1992 i złoto dwanaście lat później. Z kadrą brała udział m.in. w mistrzostwach świata w 1998 (trzecie miejsce) oraz kilku turniejach Champions Trophy oraz mistrzostw Europy (brąz w 1995, srebro w 1999. Łącznie w reprezentacji rozegrała około 250 spotkań strzeliła czterdzieści kilka bramek.